# Portal 2
Portal 2 là một trò chơi nền tảng giải đố được Valve Corporation phát triển. Nó được phát hành vào tháng 4 năm 2011 cho Windows, OS X, Linux, PlayStation 3 và Xbox 360. Phiên bản PC kỹ thuật số được dịch vụ Steam của Valve phân phối trực tuyến, còn tất cả các phiên bản bán lẻ được Electronic Arts phân phối.
Giống như trò chơi Portal bản đầu (2007), người chơi giải các câu đố bằng cách đặt các cổng và dịch chuyển tức thời giữa chúng. Portal 2 bổ sung các tính năng bao gồm chùm máy kéo, laser, cầu ánh sáng và gel giống như sơn làm thay đổi chuyển động của người chơi hoặc cho phép các cổng được đặt trên bất kỳ bề mặt nào. Trong chiến dịch chơi đơn, người chơi điều khiển Chell, người điều chỉnh Aperture Science Enrichment Center trong quá trình tái thiết bởi siêu máy tính GLaDOS ([./Https://en.wikipedia.org/wiki/Ellen%20McLain Ellen McLain]); nhân vật mới bao gồm robot Wheatley (Stephen Merchant) và người sáng lập Aperture Cave Johnson (JK Simmons). Trong chế độ hợp tác mới, người chơi giải các câu đố với nhau như robot Atlas và P-Body (cả hai được lồng tiếng bởi Dee Bradley Baker).Jonathan Coulton  và The National sáng tác các bài hát cho trò chơi này.
Valve đã công bố Portal 2 vào tháng 3 năm 2010 và quảng bá nó với các trò chơi thực tế thay thế bao gồm Potato Sack, một sự hợp tác với một số nhà phát triển trò chơi độc lập. Sau khi phát hành, Valve đã phát hành nội dung có thể tải xuống và trình chỉnh sửa bản đồ đơn giản hóa để cho phép người chơi tạo và chia sẻ các cấp độ.
Portal 2 nhận được sự hoan nghênh vì lối chơi, đường cong học chơi cân bằng, nhịp độ, tính hài hước đen tối, văn bản và diễn xuất. Nó đã được nhiều ấn phẩm và các nhà phê bình mô tả là một trong những trò chơi video vĩ đại nhất mọi thời đại.

## Cách chơi

Portal 2 thách thức người chơi sử dụng dịch chuyển tức thời để vượt qua các chướng ngại vật. Tốc độ của người chơi không thay đổi khi đi qua các cổng. Trong ví dụ này, vận tốc dọc của ký tự rơi được cổng chuyển đổi thành vận tốc ngang.

Portal 2 là một trò chơi câu đố góc nhìn người thứ nhất. Người chơi đóng vai trò là Chell trong chiến dịch chơi đơn, với tư cách là một trong hai robot — Atlas và P-Body — trong chiến dịch hợp tác, hoặc là một biểu tượng hình người đơn giản trong các câu đố do cộng đồng phát triển. Ba nhân vật này có thể khám phá và tương tác với môi trường. Nhân vật có thể chịu được thiệt hại hạn chế nhưng sẽ chết sau khi bị thương kéo dài. Không có hình phạt cho việc rơi xuống một bề mặt rắn, nhưng rơi vào các hố không đáy hoặc bể độc hại giết chết nhân vật người chơi ngay lập tức. Khi Chell chết trong chơi đơn, trò chơi khởi động lại từ một điểm kiểm tra gần nhất; trong trò chơi hợp tác, các robot hồi sinh ngay sau đó mà không khởi động lại các câu đố. Mục tiêu của cả hai chiến dịch là khám phá Phòng thí nghiệm Khoa học Aperture, một mê cung cơ giới phức tạp, có thể uốn cong. Trong khi hầu hết các trò chơi diễn ra trong các phòng thử nghiệm mô-đun với lối vào và lối ra được xác định rõ ràng, các phần khác xảy ra ở các khu vực phía sau hậu trường nơi mục tiêu không rõ ràng.
Các bài hướng dẫn ban đầu hướng dẫn người chơi thông qua các điều khiển chuyển động chung và minh họa cách tương tác với môi trường. Người chơi phải giải các câu đố bằng cách sử dụng 'súng cổng thông tin' hoặc 'Aperture Science Handheld Portal Device', có thể tạo ra hai cổng kết nối hai bề mặt xa được vẽ với màu trắng mờ, liên tục và phẳng. Các nhân vật có thể sử dụng các cổng này để di chuyển giữa các phòng hoặc để "ném" các vật thể hoặc chính chúng qua một khoảng cách. Đường viền của các cổng được đặt có thể nhìn thấy qua các bức tường và các chướng ngại vật khác để dễ dàng xác định vị trí.
Các yếu tố trong trò chơi bao gồm Tia ngăn cản nhiệt (laser), Phễu Excursion (tractor beam) và Hard Light Bridges - Cầu ánh sáng cứng, tất cả đều có thể được truyền qua cổng. Các tấm đức tin trên không — Aerial Faith Plate — phóng người chơi hoặc các vật thể trong không trung và đôi khi vào cổng. Người chơi phải vô hiệu hóa các tháp pháo (Sentry Turret) hoặc tránh tầm nhìn của chúng. "Weighted Storage Cube" từ Portal đã được thiết kế lại, và có các loại mới: Khối chuyển hướng — Redirection Cube — có thấu kính hình lăng trụ chuyển hướng chùm tia laser, Khối an toàn hình cầu Edgeless, một phiên bản cổ của Weighted Storage Cube được sử dụng ở cấp độ ngầm và Sentry Turret hình khối (gọi là Frankenturrets) được tạo bởi Wheatley sau khi nắm quyền kiểm soát Aperture. xuất hiện lại một thời gian ngắn. Các cuộc biểu tình ban đầu bao gồm các lỗ thông hơi đa dạng bằng khí nén, được hiển thị để vận chuyển các vật thể và truyền lực hút qua các cổng, nhưng chúng không xuất hiện trong trò chơi cuối cùng. Tất cả các yếu tố trò chơi này mở các cánh cửa bị khóa, hoặc giúp đỡ hoặc cản trở nhân vật tiếp cận lối ra.
Gel giống như sơn (từ các đường ống chảy ra và có thể được vận chuyển qua các cổng) truyền các đặc tính nhất định lên các bề mặt hoặc các vật thể được phủ bằng chúng. Người chơi có thể sử dụng Gel đẩy màu cam để vượt qua các bề mặt nhanh hơn, Repulsion Gel màu xanh để nảy khỏi bề mặt, và Conversion Gel màu trắng để cho phép các bề mặt chấp nhận cổng. Chỉ một loại gel có thể ảnh hưởng đến một bề mặt nhất định tại một thời điểm. Một số bề mặt, chẳng hạn như lưới tản nhiệt, không thể được phủ bằng gel. Nước có thể chặn hoặc rửa trôi gel, trả lại bề mặt hoặc vật thể về trạng thái bình thường.
Trò chơi bao gồm chế độ hợp tác hai người chơi. Hai người chơi có thể sử dụng cùng một bàn điều khiển với màn hình chia nhỏ hoặc có thể sử dụng một máy tính hoặc bàn điều khiển riêng; Người dùng Microsoft Windows, Mac OS X và PlayStation 3 có thể chơi với nhau bất kể nền tảng. Cả hai nhân vật người chơi đều là những robot điều khiển súng cổng riêng và có thể sử dụng cổng của nhân vật kia. Mỗi cổng của người chơi có một bảng màu khác nhau, trong đó một màu xanh lam và tím và cái còn lại là màu cam và đỏ. Một buồng hiệu chuẩn ngăn cách các nhân vật để dạy người chơi sử dụng các công cụ và cổng thông tin liên lạc. Hầu hết các buồng sau này có cấu trúc ít hơn và yêu cầu người chơi sử dụng cả hai bộ cổng để chuyển hướng laser hoặc phễu, phóng và các thao tác khác. Trò chơi cho phép liên lạc bằng giọng nói giữa những người chơi và người chơi trực tuyến có thể tạm thời vào chế độ xem màn hình chia nhỏ để thực hiện phối hợp các hành động. Người chơi có thể "ping" để thu hút sự chú ý của người chơi khác vào tường hoặc đồ vật, bắt đầu đồng hồ đếm ngược cho các hành động được đồng bộ hóa và thực hiện các cử chỉ chung như vẫy tay hoặc ôm. Trò chơi theo dõi các phòng mà mỗi người chơi đã hoàn thành và cho phép người chơi được chơi lại các phòng mà họ đã hoàn thành với các đối tác mới.
Nhà văn chính của Portal 2 Erik Wolpaw ước tính mỗi chiến dịch dài khoảng sáu giờ. Portal 2 chứa bình luận trong trò chơi từ các nhà phát triển, nhà văn và nghệ sĩ trò chơi. Bình luận, có thể truy cập sau khi hoàn thành trò chơi một lần, xuất hiện trên các biểu tượng nút rải rác trong các phòng. Theo Valve, mỗi chiến dịch chơi đơn và hợp tác dài gấp 2 đến 2,5 lần chiến dịch trong Portal, với tổng số trò chơi dài gấp năm lần.